# 比德利耶尔
比德利耶尔（法語：Budelière，法語發音：[byd(ə)ljɛʁ]）是法国克勒兹省的一个市镇，位于该省东北部，和阿列省接壤，属于欧比松区。

## 地理
比德利耶尔（46°13'12"N, 2°28'6"E）面积25.07 平方千米，位于法国新阿基坦大区克勒兹省，该省份为法国中部省份，位于法國中央高原西北部，北起安德尔省和谢尔省，西接维埃纳省，南至科雷兹省，东临多姆山省，东北与阿列省接壤。
与比德利耶尔接壤的市镇（或旧市镇、城区）包括：马济拉、泰耶-阿尔让蒂、武埃兹河畔尚邦、埃沃莱班、维耶尔萨。

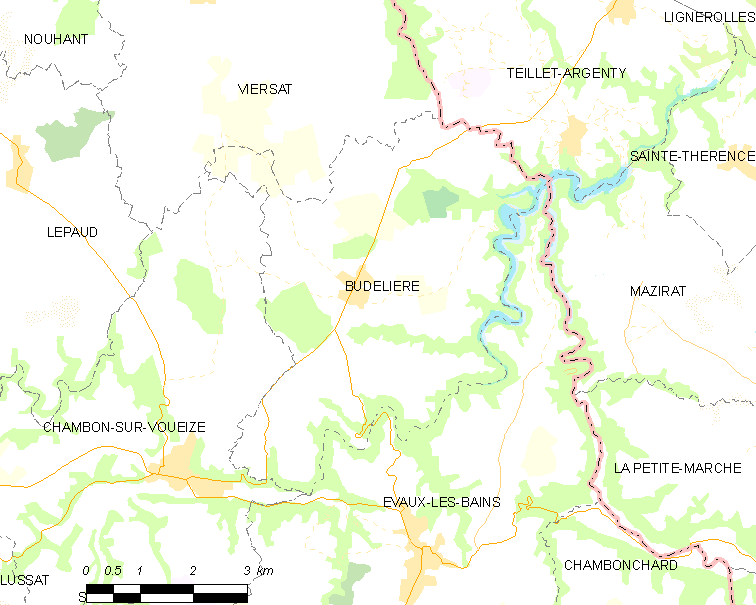
比德利耶尔的OSM定位图

比德利耶尔的时区为UTC+01:00、UTC+02:00（夏令时）。

## 行政
比德利耶尔的邮政编码为23170，INSEE市镇编码为23035。

## 政治
比德利耶尔所属的省级选区为埃沃莱班县。

## 人口

1962-2008年间比德利耶尔人口变化图示

比德利耶尔于2022年1月1日时的人口数量为713人。